# Børm
Børm (dansk) eller Börm (tysk) er en landsby og kommune i det nordlige Tyskland under i Slesvig-Flensborg kreds i delstaten Slesvig-Holsten. Byen ligger sydvest for Slesvig. Byen blev første gang nævnt 1463 som Barm. I 1624 blev Barm Sø (i dag Børm Kog) tørlagt. I 1763 opstod kolonistbyen Ny Børm.
Byen lå i Hollingsted Sogn, da området tilhørte Danmark.
Kommunen samarbejder på administrativt plan med nabokommunerne i Krop-Stabelholm kommunefællesskab (Amt Kropp-Stapelholm).